# Erdei sportverseny
Az Erdei sportverseny 1952-ben bemutatott magyar rajzfilm, amelyet Macskássy Gyula rendezett. A forgatókönyvet Hárs László írta, a zenéjét Polgár Tibor szerezte. A mozifilm a Magyar Híradó- és Dokumentumfilmgyár színes laboratóriumában készült, a MOKÉP forgalmazásában jelent meg.
Ez volt az első magyar rajzfilm, amit díjaztak külföldön. 1954-ben a Párizsi Gyermekfesztiválról első díjat hozott haza.

## Alkotók
- Rendezte: Macskássy Gyula
- Írta: Hárs László
- Zenéjét szerezte: Polgár Tibor
- Operatőr: Csemegi Józsefné, Kozelka Kálmán
- Tervezte: Bessenyei István, Csermák Tibor, Hont-Varsányi Ferenc, Réber László, Várnai György
- Rajzolták: Almássy Katalin, Cseh András, Csemegi Józsefné, Dargay Attila, Erdész Ottóné, Gáspár Imre, Jedon Erzsébet, Király Erzsébet, Kiss Bea, Kálmán Ágnes, Lewinger Aandor, Máday Gréte, Mátrai Jenő, Reményi Mária, Spitzer Kati, Szabó János, Szabó Szabolcs, Sándor Egon, Temesi Miklós, Török László
- Művészeti vezető: Fekete Edit
- Színes technika: Strémi József
- Gyártásvezető: Boros Olga

- Kidolgozta a Magyar Filmlaboratórium Vállalat.
- Készítette a Magyar Híradó és Dokumentumfilmgyár.

## Szereplők
- Kutya edző: Alfonzó
- Róka: Havas Gertrúd
- Teknős; Röfi; Farkas: Csákányi László
- Nyuszik; Vidra: Váradi Hédi